# Jesús del Nero

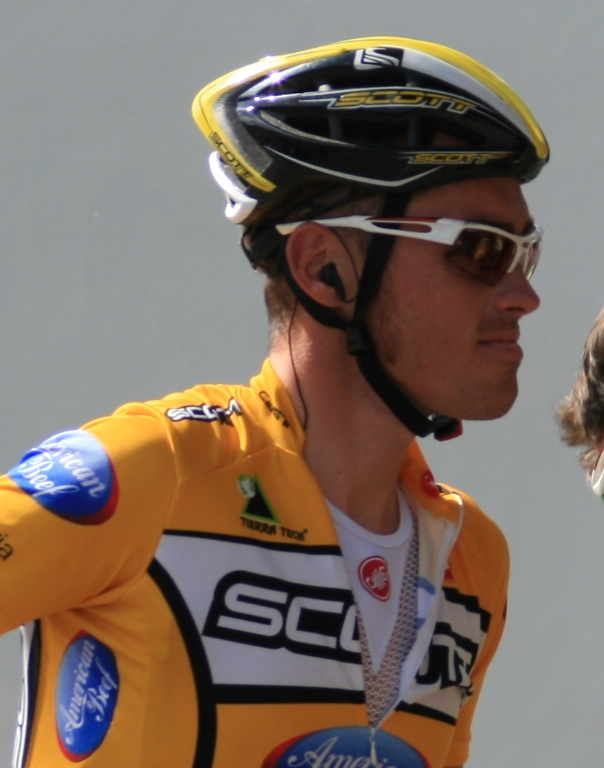
Jesús Del Nero bei der ENECO-Tour 2008

Jesús Del Nero Montes (* 16. März 1982 in Chinchón) ist ein ehemaliger spanischer Radrennfahrer.
Jesús Del Nero gewann 2004 jeweils eine Etappe bei der Vuelta a Córdoba und bei der Vuelta a Madrid. Im Jahr darauf fuhr er für das Continental Team Orbea und gewann jeweils eine Etappe der Vuelta a Albacete und der Tour de l’Avenir.
Jeweils einmal startete Del Nero bei der Tour de France, der Vuelta a España und dem Giro d’Italia. Tour und Giro fuhr er nicht zu Ende, beim Giro 2009 belegte er Platz 66. 2013 gewann er den Mountainbike-Marathon von Sabiñánigo.

## Erfolge
2004
- eine Etappe Vuelta a Madrid

2005
- eine Etappe Tour de l’Avenir

## Teams
- 2005 Orbea
- 2006 3 Molinos Resort
- 2007 Saunier Duval-Prodir
- 2008 Saunier Duval-Scott / Scott-American Beef
- 2009 Fuji-Servetto
- 2010 Centro Ciclismo de Loulé-Louletano (ab 26.06.)
- 2011 Team NetApp